# Karl Böcklinger
Karl Böcklinger (* 29. Mai 1916 in Urfahr; † 28. April 1977 in Linz) war ein österreichischer römisch-katholischer Geistlicher und Hochschullehrer, Kanonikus des Linzer Kathedralkapitels und ordentlicher Professor für Moraltheologie.

## Leben
Prälat Dr. theol. lic. phil. Karl Böcklinger wurde am 29. Mai 1916 in Urfahr geboren. Nach der 1935 mit Auszeichnung bestandenen Matura am Staatsgymnasium Linz Spittelwiese studierte er an der Gregoriana in Rom Theologie. Am 26. Oktober 1941 wurde er in Rom von Erzbischof Luigi Traglia zum Priester geweiht. Nach Militärdienst, Seelsorgetätigkeit in Südtirol und Promotion magna cum laude in Rom kam er 1946 als Religionsprofessor an das Bundesgymnasium in Linz. Vom Herbst 1947 bis 1963 war er Spiritual und Religionsprofessor am Kollegium Petrinum in Linz. 1950 erhielt er einen Lehrauftrag für Kirchenrecht an der Philosophisch-theologischen Diözesanlehranstalt, 1956 wurde er Professor für Kirchenrecht. 1962 wurde er ordentlicher Professor für Moraltheologie, als solcher lehrte er auch an der Philosophisch-theologischen Hochschule in St. Pölten und an der Pädagogischen Akademie in Linz und Krems, ein Semester 1973 auch an der Universität Salzburg. Einige Perioden (1960–1962, 1970–1972) war er Dekan, zwischendurch Prodekan der Philosophisch-theologischen Hochschule.
1964 wurde er Domkapitular, Canonicus theologus und Vorsitzender der Prüfungskommission für das Lehramt für Katholische Religion an Höheren Schulen, 1970 Inspektor für Religionspädagogik an den Pädagogischen Akademien. 1948 wurde er Prosynodalrichter, 1950 Prosynodalexaminator, 1952 Ehebandverteidiger, 1965 Vizeoffizial des Diözesangerichtes und 1972 Synodalexaminator. 1963 wurde er zum Bischöflichen Kommissär für die Gemeinschaft Unserer Lieben Frau vom Wege und die Oblatinnen des hl. Franz von Sales bestellt. Darüber hinaus war er in verschiedenen Gremien und als Vortragender im Katholischen Bildungswerk tätig, ebenso als Prediger und Beichtvater im Dom und in verschiedenen Pfarren. 1966 wurde er Ritter des Ordens vom Heiligen Grab, 1970 Päpstlicher Ehrenprälat, 1975 erhielt er das Große Ehrenzeichen für Verdienste um die Republik Österreich.
Er starb am 28. April 1977 im Krankenhaus der Barmherzigen Schwestern in Linz und wurde nach einem Pontifikalrequiem in der Domkirche am 3. Mai im Familiengrab auf dem Friedhof Urfahr beigesetzt.

## Werke
- mit Matthias Premm: Christlicher Lebenswandel. Eine Moraltheologie für Laien. Salzburg 1969, OCLC 85955606.